# 1000
Évszázadok: 9. század – 10. század – 11. század
Évtizedek: 950-es évek – 960-as évek – 970-es évek – 980-as évek – 990-es évek – 1000-es évek – 1010-es évek – 1020-as évek – 1030-as évek – 1040-es évek – 1050-es évek
Évek: 995 – 996 – 997 – 998 –  999 – 1000 – 1001 – 1002 – 1003 – 1004 – 1005

## Események
1000 a 10. század utolsó éve.

### Helyek szerint

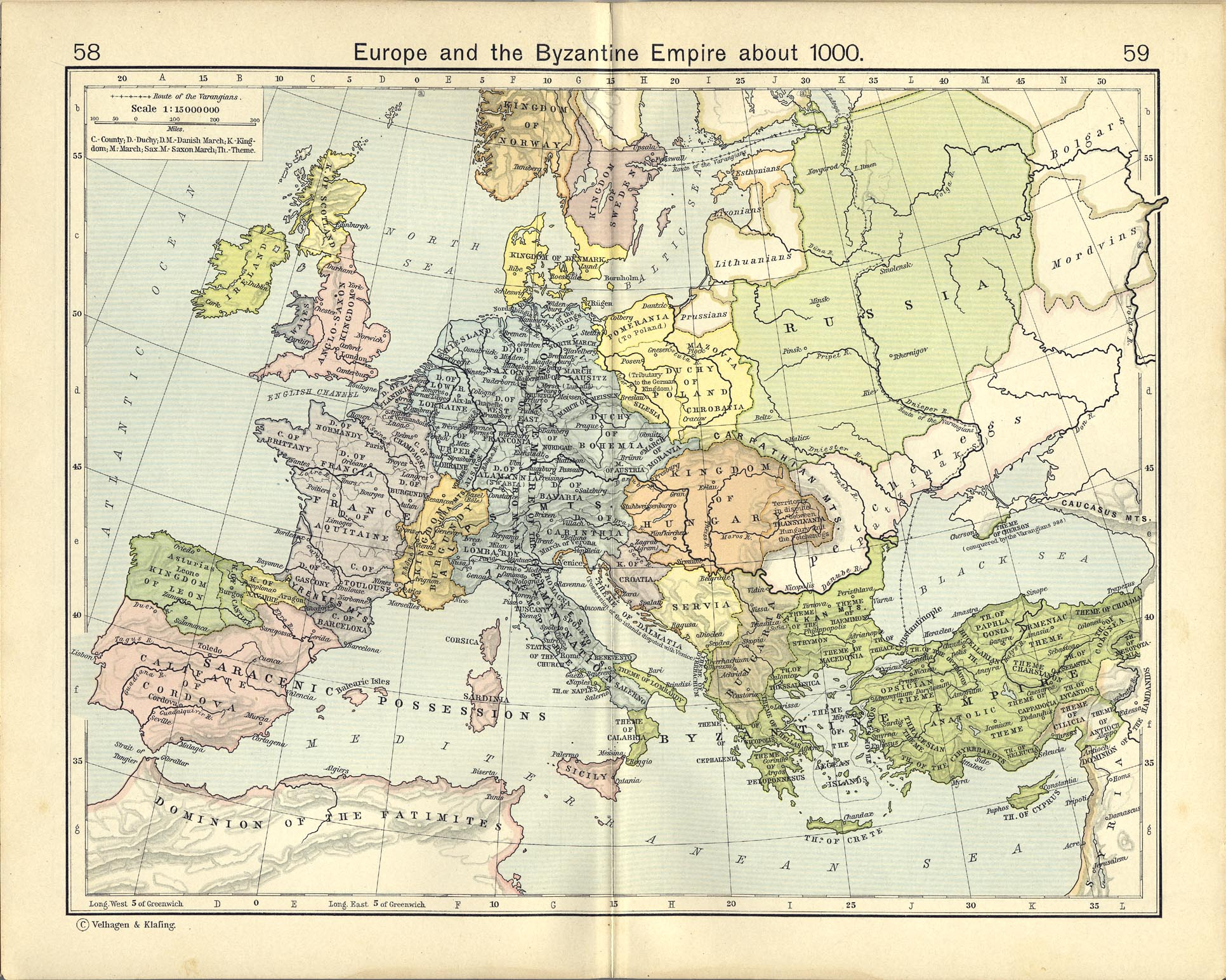
Európa 1000-ben

#### Ázsia
- Dakka (Banglades) városának alapítása.

#### Európa
- III. Sancho navarrai király trónra lépése (1035-ig uralkodik).[1]
- Villásszakállú Svend dán király uralma alá vonja Norvégia egy részét.
- III. (Szent) Ottó német-római császár zarándokútra indul Rómából Aachenbe és Gnieznóba, ahol találkozik I. Boleszláv lengyel herceggel.
- A Gnieznói főegyházmegye alapítása,[2] melynek szuffragán egyházmegyéje a Wrocławi, a Kolbergi, a Krakkói és a Poznańi egyházmegye lesz.

##### Magyarország
- december 25. (a Gergely-naptár szerint 1001 január 1) – I. István a magyarok első királyává koronáztatja magát Esztergomban vagy Székesfehérvárott.
- István püspök kerül az újonnan felállított Veszprémi egyházmegye élére.

#### Amerika
- Leif Eriksson viking hajós partra száll Észak-Amerikában.

### Téma szerint

#### Tudomány
- II. Szilveszter pápa elterjeszti a hindu-arab számjegyírást.

#### Népesség
- A Föld becsült népessége: 275–345 millió között.[3]

## Születések
- Cerularius Mihály, konstantinápolyi pátriárka († 1059)
- IX. Kónsztantinosz bizánci császár († 1055)[forrás?]

## Halálozások
- július 29. – IV. García navarrai király (* 964?)
- szeptember 9. – I. Olaf norvég király, elesett a svoldi csatában (* 963/964)